# اتلاف توان سی‌پی‌یو
اتلاف توان پردازنده یا اتلاف توان واحد پردازش مرکزی فرایندی است که در آن واحد پردازش مرکزی (CPU) انرژی الکتریکی مصرف می‌کنند و به دلیل مقاومت در مدارهای الکترونیکی این انرژی را به صورت گرما تلف می‌کند.

## مدیریت توان
طراحی سی‌پی‌یوهایی که وظایف خود را بدون فراگرمایش به‌صورت کارا انجام می‌دهند، اکثراً تاکنون مورد توجه تقریباً همه تولیدکنندگان سی‌پی‌یو است. برخی از پیاده‌سازی‌های سی‌پی‌یو از توان بسیار کمی استفاده می‌کنند. به عنوان مثال، سی‌پی‌یوها در تلفن‌های همراه اغلب فقط از چند وات توان استفاده می‌کنند، در حالی که برخی از ریزکنترل‌گرهای مورد استفاده در سامانه نهفته ممکن است فقط چند میلی وات یا حتی به اندازه اندک میکرو وات مصرف کنند. در مقایسه، پردازنده‌های در رایانه‌های شخصی با مقاصد عمومی، مانند رایانه رومیزی و لپ‌تاپ، به دلیل پیچیدگی و سرعت بالاتر، قدرت بیشتری را تلف می‌کنند. این پردازنده‌های ریزالکترونیکی ممکن است به ترتیب ده‌ها وات یا حتی صدها وات انرژی مصرف کنند. از نظر تاریخی، سی‌پی‌یوهای اولیه با لامپ‌های خلأ پیاده‌سازی شده‌اند، در مرتبه‌ای بیش از کیلووات انرژی مصرف می‌کنند.
سی‌پی‌یو برای رایانه‌های رومیزی معمولاً از بخش قابل توجهی از توان مصرف شده توسط رایانه را استفاده می‌کنند. سایر استفاده عمده شامل کارت‌های گرافیک سریع، که شامل واحدهای پردازش گرافیکی، و منبع تغذیه هستند.
دلایل مهندسی برای این الگوی وجود دارد.
- برای یک قطعه داده‌شده، کار با نرخ ساعت بالاتر ممکن است نیاز به توان بیشتری داشته باشد. کاهش نرخ ساعت یا زیرولتاژسازی معمولاً باعث کاهش مصرف انرژی می‌شود. همچنین می‌توان در حالی که نرخ کلاک یکسان است، ریزپردازنده را در زیرولتاژ قرار داد.[۳]
- ویژگی‌های جدید به‌طور کلی به ترانزیستورهای بیشتری احتیاج دارند، که هر کدام از آن‌ها توان مصرف می‌کنند. خاموش کردن ناحیه‌های استفاده نشده موجب صرفه‌جویی در انرژی می‌شود، از جمله در هنگام قطع‌متناوب ساعت.
- به‌صورت طراحی هدفمند مدل پردازنده، ترانزیستورهای کوچک‌تر، ساختارهای ولتاژپایین‌تر و خِبرگی طراحی ممکن است باعث کاهش مصرف انرژی شود.

تولیدکنندگان پردازنده معمولاً دو عدد مصرف توان را برای یک سی‌پی‌یو نمایش می‌دهند:
- توان گرمایی نوعی، که تحت بار عادی اندازه‌گیری می‌شود. (به عنوان مثال، میانگین توان سی‌پی‌یو ای‌ام‌دی)
- توان گرمایی بیشینه، که تحت بدترین حالت بار اندازه‌گیری می‌شود

## برای مطالعهٔ بیشتر
- Weik, Martin H. (1955). "A Survey of Domestic Electronic Digital Computing Systems". United States Department of Commerce Office of Technical Services. Archived from the original on 2006-01-09. {{cite journal}}: Cite journal requires |journal= (help)
- http://developer.intel.com/design/itanium2/documentation.htm#datasheets
- http://www.intel.com/pressroom/kits/quickreffam.htm
- http://www.intel.com/design/mobile/datashts/24297301.pdf
- http://www.intel.com/design/intarch/prodbref/27331106.pdf
- http://www.via.com.tw/fa/products/processors/c7-d/ بایگانی‌شده  در ۱۰ سپتامبر ۲۰۱۵ توسط Wayback Machine
- https://web.archive.org/web/20090216190358/http://mbsg.intel.com/mbsg/glossary.aspx
- http://download.intel.com/design/Xeon/datashts/25213506.pdf
- http://www.intel.com/Assets/en_US/PDF/datasheet/313079.pdf ، صفحهٔ ۱۲
- http://support.amd.com/us/Processor_TechDocs/43374.pdf ، صفحات ۱۰ و ۸۰.